# Харитонов, Александр Николаевич (депутат)
Александр Николаевич Харитонов (17 октября 1948, Анненково-Лесное, Майнский район, Ульяновская область) — депутат Государственной думы четвёртого созыва, генерал-лейтенант милиции, юрист, педагог.

## Биография
Окончил профессионально-техническое училище по специальности «наладчик электровакуумного оборудования», затем — Омскую высшую школу милиции МВД СССР (1972). В 1979 году окончил адъюнктуру Академии МВД СССР и защитил диссертацию кандидата юридических наук. В 1997 году защитил докторскую диссертацию.
С 1973 года работал в Омской высшей школе милиции МВД СССР на преподавательской и воспитательной работе, затем с 1983 года — заместителем начальника по учебной работе. С 1987 по 2003 годы — начальник школы. По состоянию на 2003 год имел звание генерал-майора (позднее — генерал-лейтенант), действительный государственный советник Российской Федерации 3 класса.
В 2003 году избран депутатом Государственной думы Российской Федерации четвёртого созыва (2003—2007) по 130-му избирательному округу (Омская область), набрал на выборах 27,7 % голосов. В Госдуме входил во фракцию «Единая Россия». Заместитель председателя Комитета по конституционному законодательству и государственному строительству.
После окончания депутатских полномочий с 2008 по 2012 годы работал представителем Государственной думы в Конституционном суде. По состоянию на 2010-е годы — профессор кафедры теории и истории государства и права Юридического института (Санкт-Петербург). Автор более 70 научных работ, из них 2 монографии, 3 учебных пособия.
Награждён орденом «Знак Почёта» и медалями.

## Личная жизнь
Женат, есть сын.